# Sportjahr 1998
Liste der Sportjahre

◄◄ | ◄ | 1994 | 1995 | 1996 | 1997 | Sportjahr 1998 | 1999 | 2000 | 2001 | 2002 | ► | ►►

Weitere Ereignisse · Olympische Winterspiele

## American Football
- 25. Januar – Die Denver Broncos gewinnen den Super Bowl XXXII in San Diego, Kalifornien, gegen die Green Bay Packers mit 31:24.
- 3. Oktober – Die Braunschweig Lions gewinnen den German Bowl XX in Hamburg gegen die Hamburg Blue Devils mit 20:14.

## Badminton
Höhepunkte des Badmintonjahres 1998 waren die Asienspiele, die Commonwealth Games, der Thomas Cup und der Uber Cup.

### World Badminton Grand Prix
| Veranstaltung     | Herreneinzel    | Dameneinzel     | Herrendoppel                            | Damendoppel                       | Mixed                               |
| ----------------- | --------------- | --------------- | --------------------------------------- | --------------------------------- | ----------------------------------- |
| Japan Open        | Peter Gade      | Gong Zhichao    | Cheah Soon Kit Yap Kim Hock             | Ge Fei Gu Jun                     | Kim Dong-moon Ra Kyung-min          |
| Swedish Open      | Luo Yigang      | Kim Ji-hyun     | Tony Gunawan Candra Wijaya              | Jang Hye-ock Ra Kyung-min         | Kim Dong-moon Ra Kyung-min          |
| All England       | Sun Jun         | Ye Zhaoying     | Lee Dong-soo Yoo Yong-sung              | Ge Fei Gu Jun                     | Kim Dong-moon Ra Kyung-min          |
| Swiss Open        | Peter Gade      | Camilla Martin  | Zhang Jun Zhang Wei                     | Ge Fei Gu Jun                     | Michael Søgaard Rikke Olsen         |
| Polish Open       | Daniel Eriksson | Elena Sukhareva | Julian Robertson Nathan Robertson       | Ann-Lou Jørgensen Tine Rasmussen  | Lars Paaske Jane F. Bramsen         |
| US Open           | Fung Permadi    | Yeping Tang     | Horng Shin-jeng Lee Wei-jen             | Kirsteen McEwan Elinor Middlemiss | Kenny Middlemiss Elinor Middlemiss  |
| Malaysia Open     | Peter Gade      | Zhang Ning      | Tony Gunawan Halim Haryanto             | Rikke Olsen Marlene Thomsen       | Tri Kusharyanto Minarti Timur       |
| Brunei Open       | Taufik Hidayat  | Gong Ruina      | Tony Gunawan Halim Haryanto             | Huang Nanyan Yang Wei             | Jens Eriksen Marlene Thomsen        |
| Singapur Open     | Hendrawan       | Ye Zhaoying     | Sigit Budiarto Candra Wijaya            | Ge Fei Gu Jun                     | Tri Kusharyanto Minarti Timur       |
| Dutch Open        | Roslin Hashim   | Zhou Mi         | Cheah Soon Kit Choong Tan Fook          | Huang Nanyan Yang Wei             | Jon Holst-Christensen Ann Jørgensen |
| Denmark Open      | Peter Gade      | Camilla Martin  | Rexy Mainaky Ricky Subagja              | Qin Yiyuan Tang Yongshu           | Jon Holst-Christensen Ann Jørgensen |
| Indonesia Open    | Yong Hock Kin   | Mia Audina      | Rexy Mainaky Ricky Subagja              | Deyana Lomban Eliza Nathanael     | Tri Kusharyanto Minarti Timur       |
| Hong Kong Open    | Budi Santoso    | Camilla Martin  | Tony Gunawan Candra Wijaya              | Chen Lin Jiang Xuelian            | Michael Søgaard Rikke Olsen         |
| Grand Prix Finale | Sun Jun         | Zhang Ning      | S. Antonius Budi Ariantho Denny Kantono | Ge Fei Gu Jun                     | Kim Dong-moon Ra Kyung-min          |

## Handball
- 25. April – Zum ersten und bisher einzigen Mal in der Europapokalgeschichte zieht mit der HSG Wetzlar ein Zweitligist in ein Finale ein. Die Endspiele des Pokalsieger-Cups gewinnt CB Santander.

## Leichtathletik
- 21. März – Emma George, Australien, sprang im Stabhochsprung der Damen 4,59 Meter.
- 19. April – Tegla Loroupe, Kenia, lief den Marathon der Damen in 2:20:47 Stunden.
- 1. Juni – Haile Gebrselassie, Äthiopien, lief die 10.000 Meter der Herren in 26:22,7 Minuten.
- 13. Juni – Haile Gebrselassie, Äthiopien, lief die 5000 Meter der Herren in 12:39,4 Minuten.
- 14. Juni – Emma George, Australien, erreichte im Stabhochsprung der Damen 4,58 Meter.
- 15. Juni – Olga Kusenkowa, Russland, erreichte im Hammerwurf der Damen 73,80 Meter.
- 21. Juni – Emma George, Australien, erreichte im Stabhochsprung der Damen 4,59 Meter.
- 1. Juli – Haile Gebrselassie, Äthiopien, lief die 10.000 Meter der Herren in 26:22,7 Minuten.
- 14. Juli – Hicham El Guerrouj, Marokko, lief die 1500 Meter der Herren in 3:26,0 Minuten.
- 16. Juli – Mihaela Melinte, Rumänien, erreichte im Hammerwurf der Damen 73,14 Meter.
- 18. September – Tegla Loroupe, Kenia, lief den Marathon der Damen in 2:20:47 Stunden.
- 20. September – Ronaldo da Costa, Brasilien, lief den Marathon der Herren in 2:06:05 Stunden.

## Motorradsport

### Motorrad-Weltmeisterschaft
- Motorrad-Weltmeisterschaft 1998

#### 500-cm³-Klasse
- In der 500-cm³-Klasse gewinnt der Australier Mick Doohan auf Honda den WM-Titel. Er setzt sich gegen den Italiener Max Biaggi und den Spanier Àlex Crivillé (beide ebenfalls Honda) durch. Für den 33-Jährigen ist dies der fünfte Titel in Folge in der Königsklasse uns gleichzeitig der letzte seiner Laufbahn. In der Konstrukteurswertung gewinnt Honda vor Yamaha und Suzuki.

#### 250-cm³-Klasse
- In der 250-cm³-Klasse gewinnt der Italiener Loris Capirossi auf Aprilia vor seinen Teamkollegen Valentino Rossi (ebenfalls Italien) und Tetsuya Harada (Japa) den Titel. Für den 25 Capirossi ist die der insgesamt dritte und gleichzeitig auch letzte WM-Titel seiner Laufbahn. In der Konstrukteurswertung setzt sich Aprilia gegen Honda und Yamaha durch.

#### 125-cm³-Klasse
- Den WM-Titel in der Achtelliterklasse gewinnt der 32-jährige Japaner Kazuto Sakata auf Aprilia seinen zweiten Titel. Zweiter wird sein Landsmann Tomomi Manako, Dritter der Italiener Marco Melandri (beide auf Honda). In der Konstrukteurswertung siegt Honda vor Aprilia und Yamaha.

### Superbike-Weltmeisterschaft
- Der Brite Carl Fogarty gewinnt auf Ducati vor dem Neuseeländer Aaron Slight (Honda) und dem Australier Troy Corser (Ducati) die Fahrerwertung. Für den 33-Jährigen ist dies bereits der dritte Titelgewinn seiner Laufbahn in dieser Klasse. In der Konstrukteurswertung setzt sich Ducati vor Honda und Yamaha durch.

Details: Superbike-Weltmeisterschaft 1998

### Supersport-Weltserie
- Der 38-jährige Italiener Fabrizio Pirovano auf Suzuki vor seinem Landsmann Vittoriano Guareschi (Yamaha) und dem Franzosen Stéphane Chambon (Suzuki) die Fahrerwertung. In der Konstrukteurswertung setzt sich Suzuki gegen Yamaha und Ducati durch.

Details: Supersport-Weltserie 1998

## Rugby Union
- 16. Mai: Neuseeland gewinnt das Finale der Frauen-Rugby-Union-Weltmeisterschaft in Amsterdam 44:12 gegen die Vereinigten Staaten.

## Tischtennis
- Tischtennis-Europameisterschaft 1998 23. April bis 3. Mai in Eindhoven

## Geboren

### Januar
- 01. Januar: Sara Ahmed, ägyptische Gewichtheberin
- 01. Januar: Taha Hussein Yaseen, irakischer Leichtathlet
- 03. Januar: Thinaah Muralitharan, malaysische Badmintonspielerin
- 04. Januar: Krystian Bielik, polnischer Fußballspieler
- 05. Januar: Chen Tang Jie, malaysischer Badmintonspieler
- 05. Januar: Leonie Schütter, deutsche Basketballspielerin
- 06. Januar: Luc Ackermann, deutscher Freestyle-Motocross-Fahrer
- 06. Januar: Pelle Boevink, niederländischer Fußballtorhüter
- 06. Januar: Tiffany Ho, australische Badmintonspielerin
- 07. Januar: Anton Heinz, deutscher Fußballspieler
- 08. Januar: Manuel Locatelli, italienischer Fußballspieler
- 10. Januar: Khaled Mohssen, deutsch-libanesischer Fußballspieler
- 12. Januar: Christoph Daferner, deutscher Fußballspieler
- 13. Januar: Joel Felix, dänischer Fußballspieler
- 14. Januar: Benjamin Azamati, ghanaischer Sprinter
- 14. Januar: Clare Wheeler, australische Fußballspielerin
- 17. Januar: Amos Pieper, deutscher Fußballspieler
- 18. Januar: Aitana Bonmatí, spanische Fußballspielerin
- 20. Januar: Frances Tiafoe, US-amerikanischer Tennisspieler
- 21. Januar: Darryn Binder, südafrikanischer Motorradrennfahrer
- 21. Januar: Robin Fellhauer, deutscher Fußballspieler
- 22. Januar: Darja Kleschtschowa, russische Rhythmische Sportgymnastin
- 22. Januar: Sofia Malkogeorgou, griechische Synchronschwimmerin
- 23. Januar: Harriet Hudson, australische Ruderin
- 23. Januar: Julija Timoschinina, russische Wasserspringerin
- 24. Januar: Helena Paulo, angolanische Handballspielerin
- 24. Januar: Zhou Yuelong, chinesischer Snookerspieler
- 25. Januar: Kilian Jakob, deutscher Fußballspieler
- 27. Januar: Alanah Yukich, australische Leichtathletin
- 28. Januar: Regine Tugade-Watson, US-amerikanische Leichtathletin
- 29. Januar: Jorge Martín, spanischer Motorradrennfahrer
- 30. Januar: Menna Hamed, ägyptische Squashspielerin
- 30. Januar: Aaron Herzog, deutscher Fußballspieler
- 31. Januar: Usheoritse Itsekiri, nigerianischer Leichtathlet

### Februar
- 01. Februar: Stefan Kozlov, US-amerikanischer Tennisspieler
- 01. Februar: Lê Đức Phát, vietnamesischer Badmintonspieler
- 02. Februar: Lena Pauels, deutsche Fußballspielerin
- 04. Februar: Simon Sundström, schwedischer Leichtathlet
- 06. Februar: Sébastien Bonmalais, französischer Squashspieler
- 06. Februar: Estelle Raffai, französische Sprinterin
- 06. Februar: Zeng Rui, chinesische Leichtathletin
- 08. Februar: Orlando Luz, brasilianischer Tennisspieler
- 11. Februar: Malte Amundsen, dänischer Fußballspieler
- 11. Februar: Felix Götze, deutscher Fußballspieler
- 11. Februar: Jennifer Montag, deutsche Leichtathletin
- 12. Februar: Agyemang Diawusie, deutscher Fußballspieler († 2023)
- 14. Februar: Fiona Dittmann, deutsche Volleyballspielerin
- 15. Februar: Jemima Montag, australische Leichtathletin
- 17. Februar: Soh Wooi Yik, malaysischer Badmintonspieler
- 17. Februar: Fotyen Tesfay, äthiopische Leichtathletin
- 19. Februar: Felipe Meligeni Alves, brasilianischer Tennisspieler
- 19. Februar: Katharina Gerlach, deutsche Tennisspielerin
- 20. Februar: Aron Kifle, eritreischer Leichtathlet
- 20. Februar: Catherine Musonda, sambische Fußballtorhüterin
- 21. Februar: Brian Leiva, chilenischer Fußballspieler
- 24. Februar: Remy Gardner, australischer Motorradrennfahrer
- 27. Februar: Lars Bünning, deutscher Fußballspieler

### März

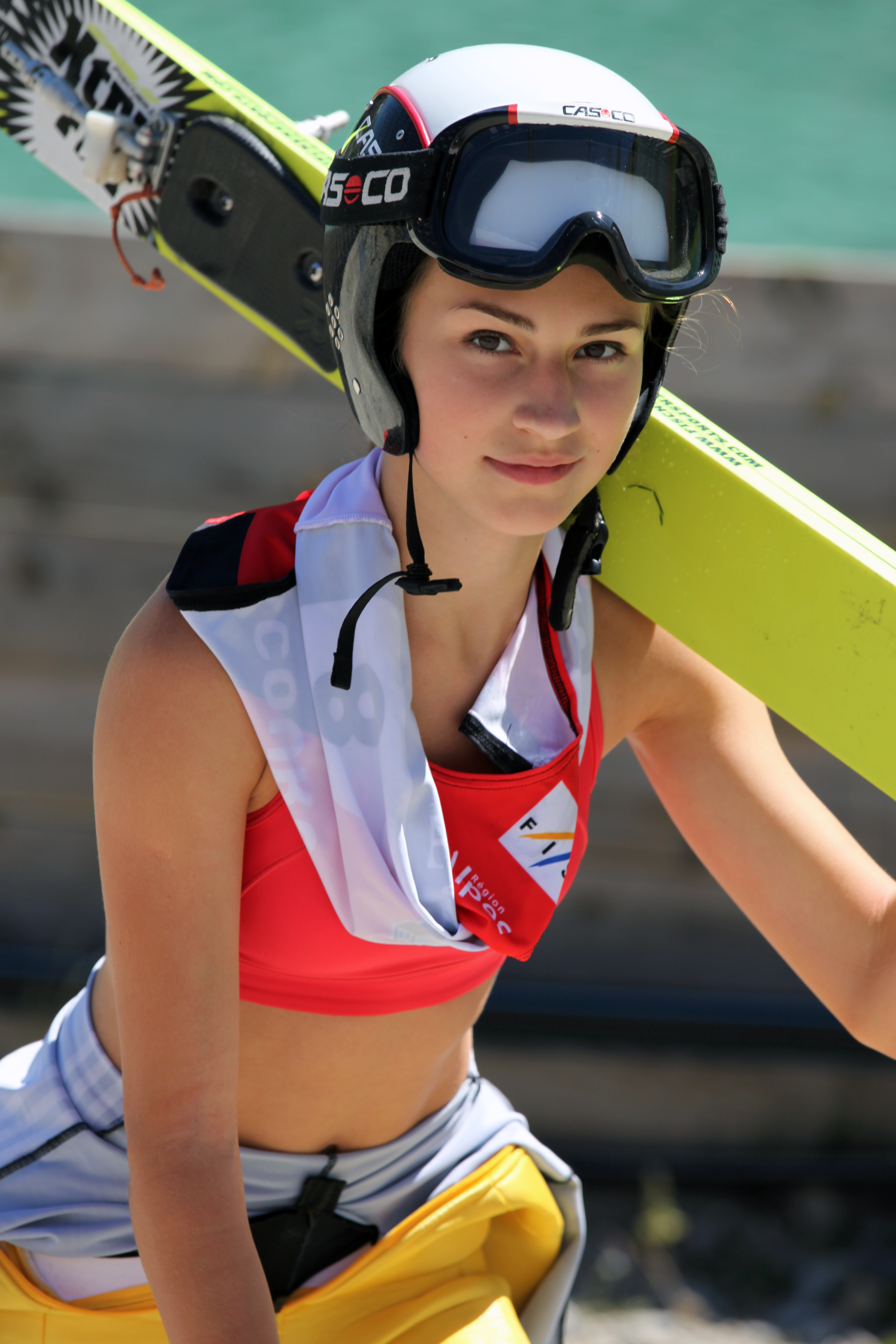
Darja Gruschina (* 26. März)

- 01. März: Etienne Amenyido, deutsch-togoischer Fußballspieler
- 01. März: Chen Yufei, chinesische Badmintonspielerin
- 02. März: Roberto Fernández, uruguayischer Fußballspieler
- 04. März: Tobias Eder, deutscher Eishockeyspieler († 2025)
- 04. März: Nina Spreitzer, slowenische Handballspielerin
- 05. März: Merih Demiral, türkischer Fußballspieler
- 06. März: Sinem Yıldırım, türkische Leichtathletin
- 08. März: Martha Tembo, sambische Fußballspielerin
- 11. März: Deyovaisio Zeefuik, niederländischer Fußballspieler
- 13. März: Janni Serra, deutscher Fußballspieler
- 15. März: Lauren Ryan, australische Leichtathletin
- 16. März: Mohamed Ibrahim El-Sayed, ägyptischer Ringer
- 16. März: Nico Rodewald, deutscher Fußballspieler
- 18. März: Robby McCrorie, schottischer Fußballtorhüter
- 20. März: Vitor Baptista, brasilianischer Automobilrennfahrer
- 22. März: Alexander Donchenko, deutscher Schachspieler
- 24. März: Youba Diarra, malischer Fußballspieler
- 24. März: Miro Muheim, Schweizer Fußballspieler
- 24. März: Vitinho, brasilianischer Fußballspieler
- 25. März: Phillip Seidler, namibischer Schwimmer
- 26. März: Darja Gruschina, russische Skispringerin
- 27. März: Shady El Nahas, kanadischer Judoka
- 28. März: Aden-Alexandre Houssein, dschibutischer Judoka
- 29. März: Lee Zii Jia, malaysischer Badmintonspieler
- 30. März: Carlos Benavidez, uruguayischer Fußballspieler
- 30. März: Isaiah Young, US-amerikanischer Fußballspieler
- 31. März: Anna Seidel, deutsche Shorttrackerin

### April

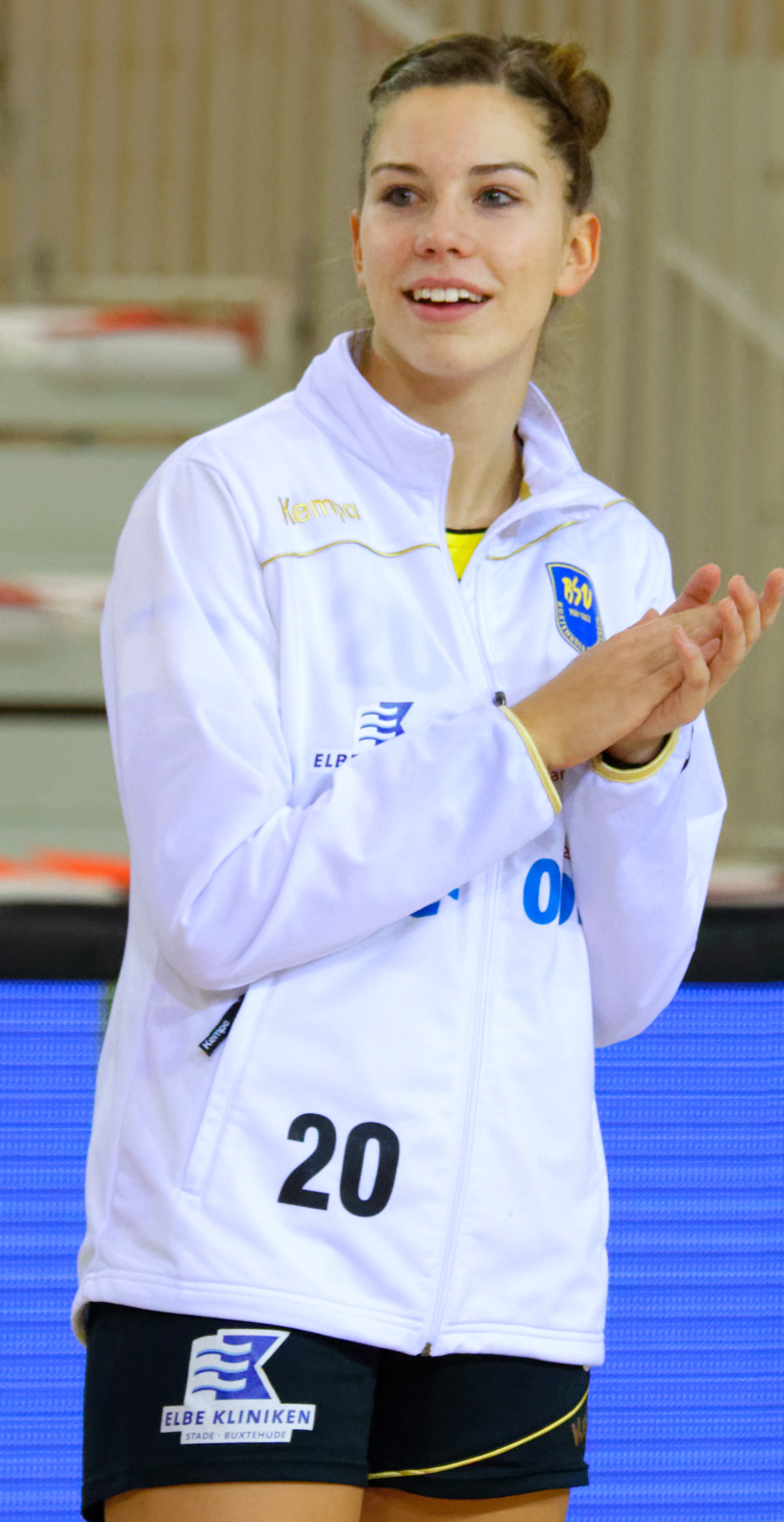
Emily Bölk (* 26. April)

- 02. April: Julian Justvan, deutscher Fußballspieler
- 02. April: Zakithi Nene, südafrikanischer Leichtathlet
- 03. April: Matthew Hauser, australischer Triathlet
- 03. April: Max Purcell, australischer Tennisspieler
- 08. April: Makana Baku, deutsch-kongolesischer Fußballspieler
- 08. April: Ridle Baku, deutsch-kongolesischer Fußballspieler
- 09. April: Cortnee Vine, australische Fußballspielerin
- 13. April: Kristina Clonan, australische Radrennfahrerin
- 13. April: Sabrina Simader, kenianische Skirennläuferin
- 19. April: Cedric Harenbrock, deutscher Fußballspieler
- 20. April: Shūsuke Yonehara, japanischer Fußballspieler
- 21. April: Jarrett Allen, US-amerikanischer Basketballspieler
- 21. April: Jackson Wells, neuseeländischer Ski-Freestyler
- 22. April: Marco Ladner, österreichischer Ski-Freestyler
- 23. April: Sarah Freitas, brasilianische Leichtathletin
- 23. April: Philipp Strompf, deutscher Fußballspieler
- 24. April: Tumo Nkape, botswanischer Leichtathlet
- 26. April: Elyane Boal, kapverdische rhythmische Sportgymnastin
- 26. April: Emily Bölk, deutsche Handballspielerin
- 26. April: Jan-Krzysztof Duda, polnischer Schachspieler
- 28. April: Triana Alonso, peruanische Leichtathletin
- 28. April: Moritz Kwarteng, deutscher Fußballspieler

### Mai
- 02. Mai: Benedict dos Santos, deutscher Fußballspieler
- 02. Mai: Anders Dreyer, dänischer Fußballspieler
- 02. Mai: Mats Köhlert, deutscher Fußballspieler
- 03. Mai: Diego Landis, brasilianischer Fußballspieler
- 03. Mai: Adriaan Wildschutt, südafrikanischer Leichtathlet
- 06. Mai: Gréta Kiss, ungarische Volleyballspielerin
- 07. Mai: Orestis Kiomourtzoglou, deutsch-griechischer Fußballspieler
- 07. Mai: Dani Olmo, spanischer Fußballspieler
- 08. Mai: Rhoda Chileshe, sambische Fußballspielerin
- 09. Mai: Diego Lacamoire, argentinischer Leichtathlet
- 12. Mai: Campbell Stewart, neuseeländischer Radrennfahrer
- 14. Mai: Maarten Paes, indonesischer Fußballtorhüter
- 15. Mai: Thomas Kok, niederländischer Fußballspieler
- 17. Mai: Jonas Behounek, deutscher Fußballspieler
- 17. Mai: Damian Michalski, polnischer Fußballspieler
- 18. Mai: Simon Rhein, deutscher Fußballspieler
- 19. Mai: Tim Handwerker, deutscher Handwerker
- 19. Mai: Oliver Maclean, neuseeländischer Ruderer
- 20. Mai: Jamie Chadwick, britische Automobilrennfahrerin
- 20. Mai: Gabriella Palm, australische Wasserballspielerin
- 22. Mai: Dženis Burnić, deutsch-bosnischer Fußballspieler
- 22. Mai: Kelland O’Brien, australischer Radsportler
- 23. Mai: Robin Heußer, deutscher Fußballspieler
- 23. Mai: Salwa Eid Naser, bahrainische Leichtathletin
- 25. Mai: Jorge Carrascal, kolumbianischer Fußballspieler
- 25. Mai: Chananon Wisetbamrungcharoen, thailändischer Fußballspieler
- 30. Mai: Siebe Van der Heyden, belgischer Fußballspieler

### Juni
- 01. Juni: Andreas Kron, dänischer Radrennfahrer
- 02. Juni: Tereza Mihalíková, slowakische Tennisspielerin
- 03. Juni: Edo Kayembe, kongolesischer Fußballspieler
- 04. Juni: Fares Ibrahim, katarischer Gewichtheber
- 04. Juni: Wadim Pronski, kasachischer Radrennfahrer
- 05. Juni: Thibault De Smet, belgischer Fußballspieler
- 06. Juni: Bakery Jatta, gambischer Fußballspieler
- 08. Juni: Christopher Lannert, deutscher Fußballspieler
- 12. Juni: Markus Schubert, deutscher Fußballtorhüter
- 12. Juni: Attila Valter, ungarischer Radrennfahrer
- 13. Juni: Alessandra Montesano, italienische Ruderin
- 14. Juni: Rihab Elwalid, tunesische Bogenschützin
- 14. Juni: Fabian Kunze, deutscher Fußballspieler
- 14. Juni: Lukas Kunze, deutscher Fußballspieler
- 15. Juni: Seif Eissa, ägyptischer Taekwondoin
- 15. Juni: Kira Kubbe, deutsche Kanutin
- 15. Juni: Kinzang Lhamo, bhutanische Langstreckenläuferin
- 15. Juni: Hachim Mastour, marokkanischer Fußballspieler
- 16. Juni: Christoph Frank, deutscher Telemarker
- 17. Juni: Hayden Coulson, englischer Fußballspieler
- 19. Juni: Hellen Chanda, sambische Fußballspielerin
- 19. Juni: Erlan Scherow, kirgisischer Judoka
- 20. Juni: Rufino Gama, osttimoresischer Fußballspieler
- 20. Juni: Jeredy Hilterman, surinamisch-niederländischer Fußballspieler
- 20. Juni: Ryan Mphahlele, südafrikanischer Leichtathlet
- 21. Juni: Isabel Atkin, britische Freestyle-Skierin
- 24. Juni: Pierre-Luc Dubois, kanadischer Eishockeyspieler
- 24. Juni: Federico Gatti, italienischer Fußballspieler
- 24. Juni: Kye Rowles, australischer Fußballspieler
- 25. Juni: Kyle Chalmers, australischer Schwimmer
- 28. Juni: Joel Eriksson, schwedischer Automobilrennfahrer
- 28. Juni: Nadine Fest, österreichische Skirennläuferin
- 29. Juni: Pia Kästner, deutsche Volleyballspielerin
- 30. Juni: Houssem Aouar, französisch-algerischer Fußballspieler
- 30. Juni: Sebastian Klaas, deutscher Fußballspieler

### Juli
- 01. Juli: Susan Bandecchi, Schweizer Tennisspielerin
- 01. Juli: Ali Idow Hassan, somalischer Leichtathlet
- 02. Juli: Marcel Benger, deutscher Fußballspieler
- 03. Juli: Callan Rydz, englischer Dartspieler
- 03. Juli: Patrick Sontheimer, deutscher Fußballspieler
- 05. Juli: Dorcas Ajoke Adesokan, nigerianische Badmintonspielerin
- 05. Juli: Emily Fox, US-amerikanische Fußballspielerin
- 05. Juli: Luka Štor, slowenischer Fußballspieler
- 06. Juli: Cristina Gómez, spanische Squashspielerin
- 07. Juli: Richard Banusch, deutscher Radrennfahrer
- 07. Juli: Joseph Deng, australischer Leichtathlet
- 09. Juli: Dennis Hadžikadunić, bosnisch-schwedischer Fußballspieler
- 09. Juli: Rasmus Pedersen, dänischer Radrennfahrer
- 09. Juli: Rebecca Petch, neuseeländische Radrennfahrerin
- 10. Juli: Filip Michajlow, bulgarisch-nordmazedonischer Fußballspieler
- 10. Juli: Hashini Prabodha, sri-lankische Leichtathletin
- 11. Juli: Jannik Mause, deutscher Fußballspieler
- 12. Juli: Shai Gilgeous-Alexander, kanadischer Basketballspieler
- 16. Juli: Reece Howden, kanadischer Freestyle-Skier
- 16. Juli: Gleb Mossessow, russisch-armenischer Skirennläufer
- 16. Juli: Carlo Paalam, philippinischer Boxer
- 17. Juli: Gökhan Gül, deutsch-türkischer Fußballspieler
- 18. Juli: Alina Dawletowa, russische Badmintonspielerin
- 21. Juli: Marie Bouzková, tschechische Tennisspielerin
- 22. Juli: Paul Jaeckel, deutscher Fußballspieler
- 23. Juli: Nils Becker, deutscher Volleyballspieler
- 23. Juli: Arb Manaj, kosovarischer Fußballspieler
- 26. Juli: Ngambo Musole, sambische Fußballtorhüterin
- 27. Juli: Jay Clarke, britischer Tennisspieler
- 28. Juli: Ragnar Ache, deutscher Fußballspieler
- 29. Juli: Tijjani Reijnders, niederländischer Fußballspieler
- 31. Juli: Steffen Tigges, deutscher Fußballspieler

### August
- 02. August: Islam Dulatov, tschetschenisch-deutscher Mixed-Martial-Arts-Kämpfer
- 03. August: Florian Dietz, deutscher Fußballspieler
- 04. August: Adrián Ben, spanischer Leichtathlet
- 04. August: Daniel Mateiko, kenianischer Leichtathlet
- 05. August: João Almeida, portugiesischer Radrennfahrer
- 08. August: Geoffrey Blancaneaux, französischer Tennisspieler
- 08. August: Timur Gayret, deutscher Fußballspieler
- 09. August: Rahma Tahiri, marokkanische Leichtathletin
- 10. August: Brian Komen, kenianischer Leichtathlet
- 12. August: Stefanos Tsitsipas, griechischer Tennisspieler
- 13. August: Francisco Cerúndolo, argentinischer Tennisspieler
- 13. August: Evan Furness, französischer Tennisspieler
- 13. August: Dalma Gálfi, ungarische Tennisspielerin
- 15. August: Yves Nimubona, ruandischer Leichtathlet
- 16. August: Dominic Lobalu, südsudanesischer Leichtathlet
- 18. August: Phillip Menzel, deutscher Fußballspieler
- 20. August: Paulo André de Oliveira, brasilianischer Leichtathlet
- 21. August: Hady Habib, libanesischer Tennisspieler
- 21. August: Michael Poettoz, kolumbianisch-französischer Skirennläufer
- 22. August: Momoko Kobori, japanische Tennisspielerin
- 23. August: Lena Papadakis, deutsche Tennisspielerin
- 24. August: Marc Hirschi, Schweizer Radsportler
- 25. August: Marko Johansson, schwedischer Fußballtorhüter

### September

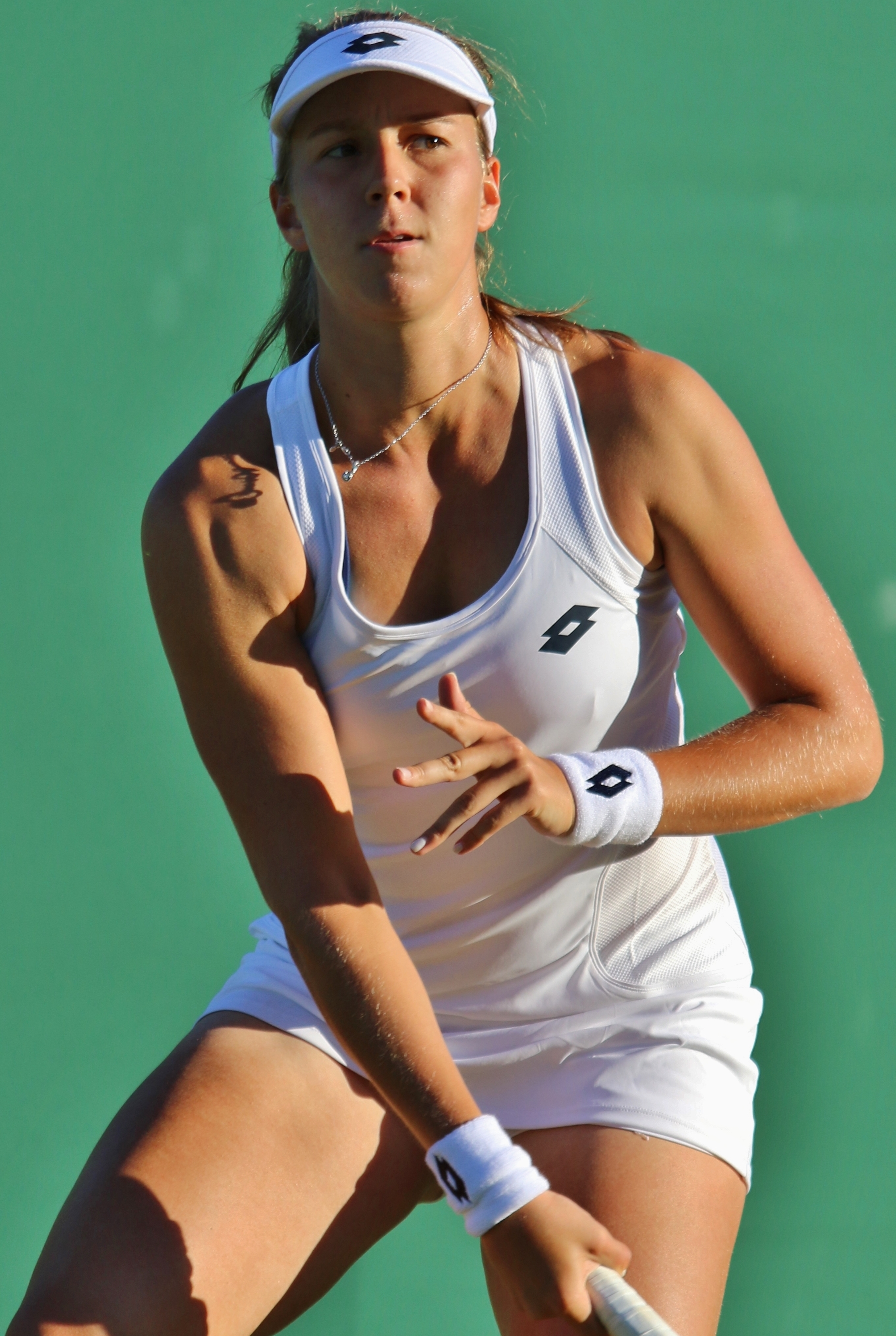
Wera Lapko (* 29. September)

- 01. September: Robin Haug, norwegischer Handballtorhüter
- 03. September: Knight Aciru, ugandische Leichtathletin
- 03. September: Marius Wegmann, deutscher Fußballspieler
- 05. September: Caroline Dolehide, US-amerikanische Tennisspielerin
- 07. September: Steven Amiez, französischer Skirennläufer
- 07. September: Cindy Ngamba, kamerunische Boxerin
- 07. September: Hanna Zerach, belarussische Radsportlerin
- 08. September: Isac Lidberg, schwedischer Fußballspieler
- 08. September: Alessio Lorandi, italienischer Automobilrennfahrer
- 09. September: Mikael Ymer, schwedischer Tennisspieler
- 10. September: Anna Blinkowa, russische Tennisspielerin
- 11. September: Leah Grießer, deutsche Kunstturnerin
- 11. September: Boris Tomiak, deutscher Fußballspieler
- 12. September: Daniel Altmaier, deutscher Tennisspieler
- 12. September: Saleh Al-Sharabaty, jordanischer Taekwondoin
- 14. September: Jeong Ji-hye, südkoreanische Leichtathletin
- 15. September: Charles Kagimu, ugandischer Radrennfahrer
- 18. September: Ethan Hayter, britischer Radsportler
- 18. September: Krzysztof Komarzewski, polnischer Handballspieler
- 18. September: Christian Pulisic, US-amerikanischer Fußballspieler
- 19. September: Seif El-Deraa, ägyptischer Handballspieler
- 20. September: Marco Arop, kanadischer Leichtathlet
- 21. September: Douglas López, costa-ricanischer Fußballspieler
- 21. September: Tadej Pogačar, slowenischer Radrennfahrer
- 22. September: Jack Cartwright, australischer Schwimmer
- 22. September: Tom Zimmerschied, deutscher Fußballspieler
- 24. September: Christopher Rougier-Lagane, mauritischer Radrennfahrer
- 25. September: Matej Maglica, kroatischer Fußballspieler
- 27. September: Jannik Rochelt, deutscher Fußballspieler
- 28. September: Panna Udvardy, ungarische Tennisspielerin
- 29. September: Nicholas Kimeli, kenianischer Leichtathlet
- 29. September: Wera Lapko, belarussische Tennisspielerin

### Oktober

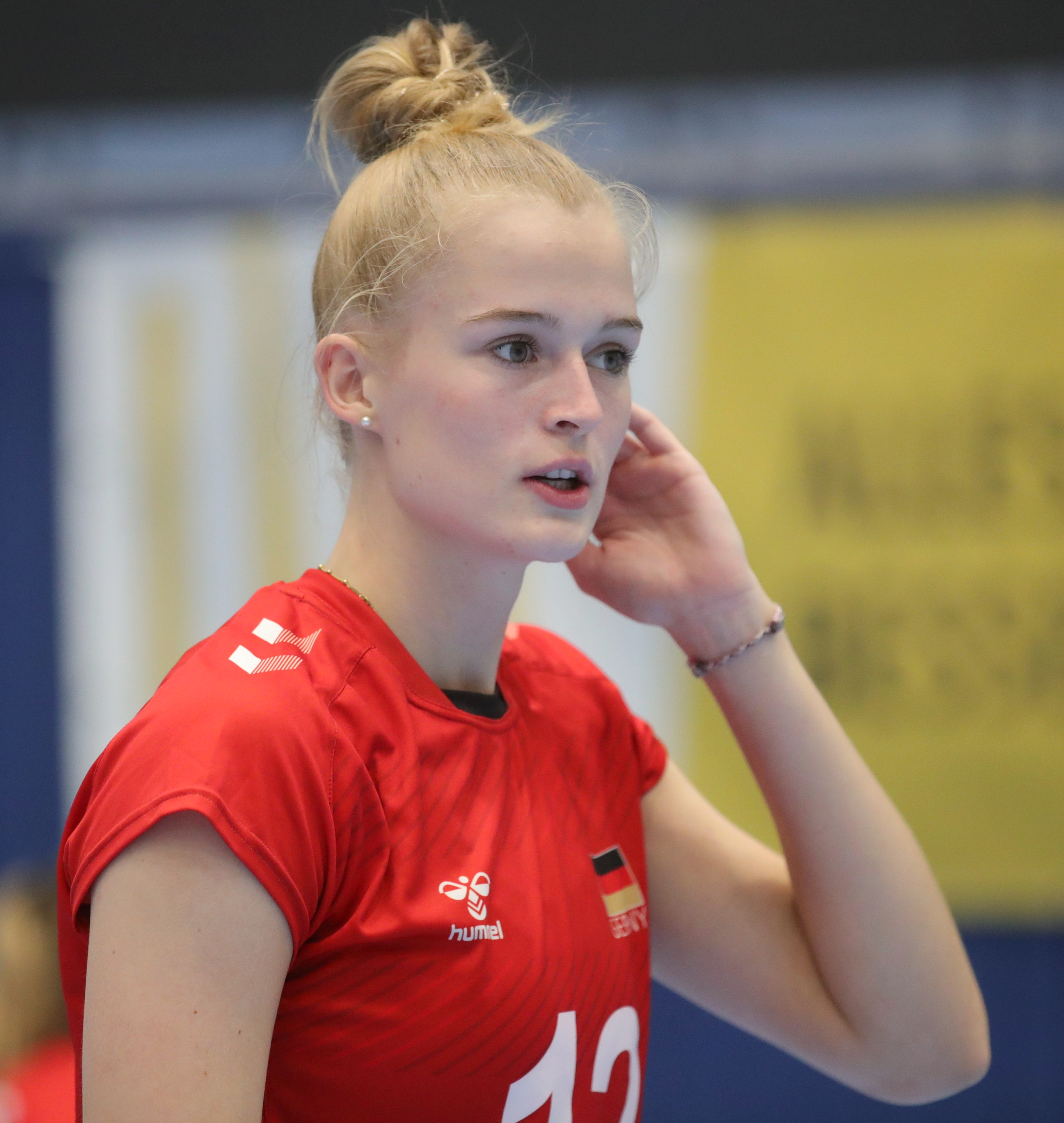
Hanna Orthmann (* 3. Oktober)

- 01. Oktober: Jehan Daruvala, indischer Automobilrennfahrer
- 02. Oktober: Elliot Benchetrit, marokkanisch-französischer Tennisspieler
- 03. Oktober: Hanna Orthmann, deutsche Volleyballspielerin
- 06. Oktober: Marcel Holzer, österreichischer Fußballspieler
- 06. Oktober: Ron Schallenberg, deutscher Fußballspieler
- 06. Oktober: Kwabe Schulz, deutscher Fußballspieler
- 06. Oktober: Silas, kongolesischer Fußballspieler
- 08. Oktober: Jekaterina Alexandrowna Koroljowa, russische Handballspielerin († 2019)
- 10. Oktober: Fabio Di Giannantonio, italienischer Motorradrennfahrer
- 10. Oktober: Ifeanyi Emmanuel Ojeli, nigerianischer Leichtathlet
- 11. Oktober: Tessah Andrianjafitrimo, französische Tennisspielerin
- 11. Oktober: William Yang, australischer Schwimmer
- 15. Oktober: Giacomo Vrioni, albanisch-italienischer Fußballspieler
- 17. Oktober: Robin Froidevaux, Schweizer Radrennfahrer
- 23. Oktober: Zeyad Iashaish, jordanischer Boxer
- 24. Oktober: Imelda Felicita Ximenes Belo, osttimoresische Schwimmerin
- 25. Oktober: Juan Soto, dominikanischer Baseballspieler
- 28. Oktober: Usue Maitane Arconada, US-amerikanische Tennisspielerin
- 30. Oktober: Tom Lautenschlager, deutscher Automobilrennfahrer
- 30. Oktober: Cale Makar, kanadischer Eishockeyspieler

### November
- 01. November: Pascal Pannier, deutscher Fußballspieler
- 03. November: Dickson Abiama, nigerianischer Fußballspieler
- 04. November: Achraf Hakimi, spanisch-marokkanischer Fußballspieler
- 05. November: Jackson Collins, australischer Kanute
- 06. November: Shayna Jack, australische Schwimmerin
- 06. November: Marco Tumminello, italienischer Fußballspieler
- 08. November: Florian Carstens, deutscher Fußballspieler
- 08. November: Leonardo Fernández, uruguayischer Fußballspieler
- 08. November: Ruby Roseman-Gannon, australische Radrennfahrerin
- 11. November: Temitope Adeshina, nigerianische Leichtathletin
- 11. November: Ljudmila Samsonowa, russische Tennisspielerin
- 12. November: Marco Bezzecchi, italienischer Motorradrennfahrer
- 12. November: Fanny Stollár, ungarische Tennisspielerin
- 14. November: Bryan Lasme, französisch-ivorischer Fußballspieler
- 14. November: Sofia Kenin, US-amerikanische Tennisspielerin
- 15. November: Faworis Musrapow, tadschikischer Leichtathlet
- 16. November: Chloe Moran, australischer Bahnradsportlerin
- 17. November: Lisa Höpink, deutsche Schwimmerin
- 18. November: Pawel Kotow, russischer Tennisspieler
- 19. November: Lucas Perrin, französischer Fußballspieler
- 19. November: Thomas Sexton, neuseeländischer Radrennfahrer
- 20. November: Franziska Brauße, deutsche Radsportlerin und Olympiasiegerin
- 21. November: Gebeyanesh Gedecha, äthiopische Leichtathletin
- 25. November: Benedetta Faravelli, italienische Ruderin
- 26. November: Olga Nikitina, russische Säbelfechterin
- 26. November: Jón Dagur Þorsteinsson, isländischer Fußballspieler
- 28. November: Leonie Beu, papua-neuguineische Leichtathletin
- 29. November: Tim Brand, australischer Hockeyspieler
- 29. November: Fernando Costanza, brasilianischer Fußballspieler
- 29. November: Emir Sahiti, kosovarisch-albanischer Fußballspieler
- 30. November: Anastassija Fedotowa, russische Wasserballspielerin

### Dezember

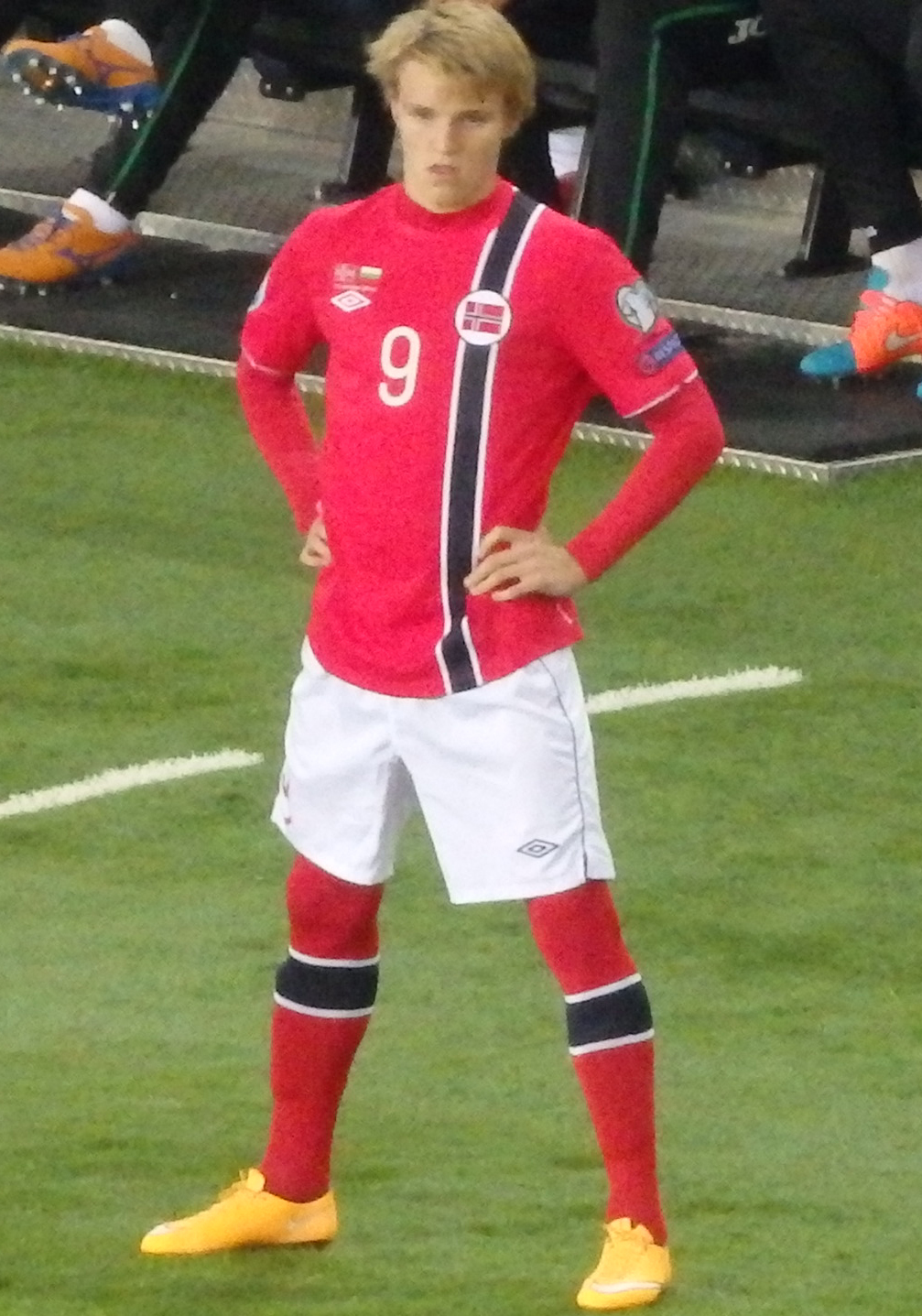
Martin Ødegaard (* 17. Dezember)

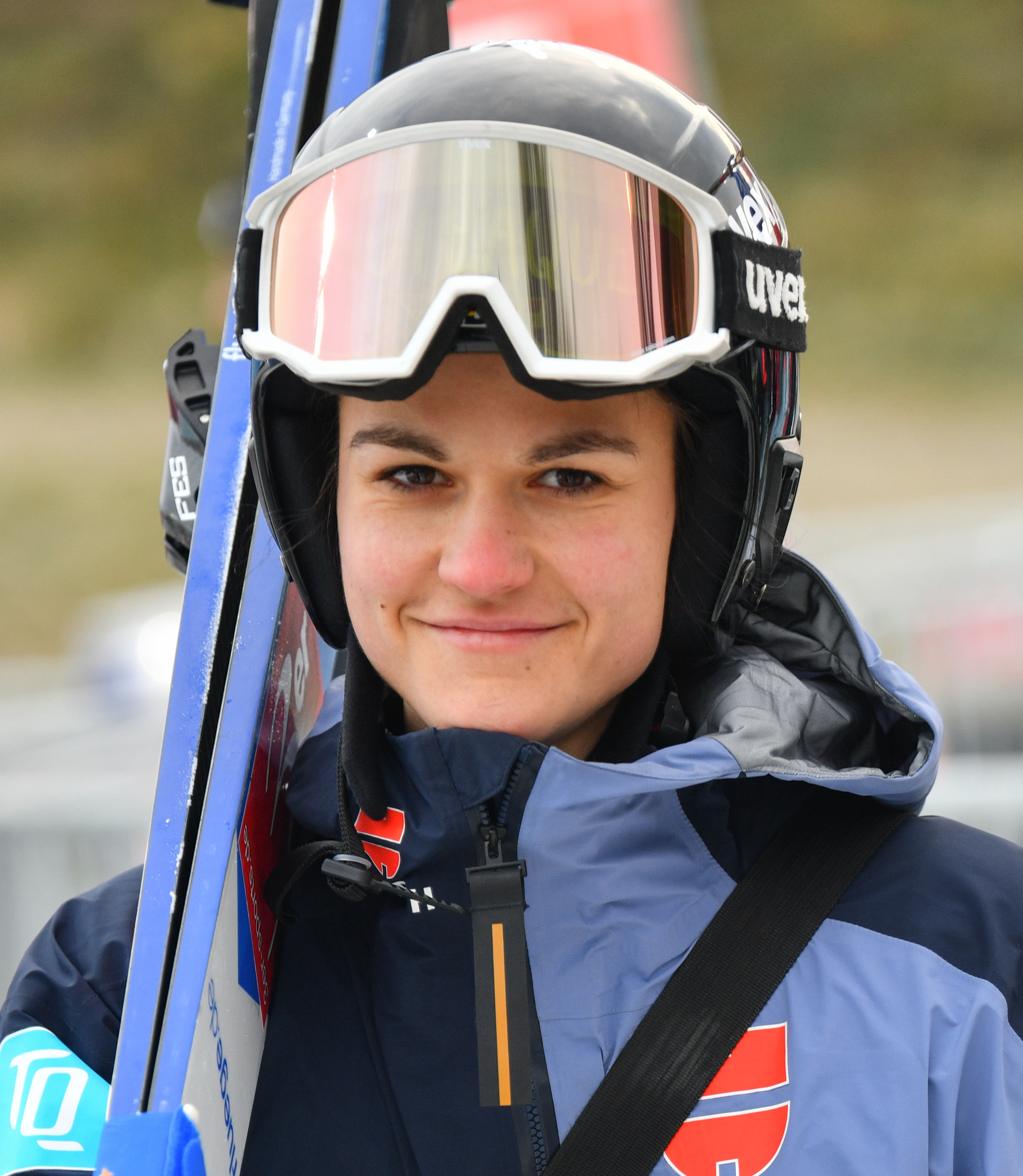
Luisa Görlich (* 21. Dezember)

- 01. Dezember: Romarjo Hajrulla, albanisch-griechischer Fußballspieler
- 01. Dezember: Frida Sanggaard Nielsen, dänische Ruderin
- 02. Dezember: Anna Kalinskaja, russische Tennisspielerin
- 02. Dezember: Florian Kästner, deutscher Fußballtrainer
- 03. Dezember: Fernando Jorge, kubanischer Kanute
- 03. Dezember: Alontae Taylor, US-amerikanischer American-Football-Spieler
- 03. Dezember: Tereza Vinklárková, tschechische Biathletin
- 05. Dezember: Randal Kolo Muani, französischer Fußballspieler
- 09. Dezember: Jean van der Westhuyzen, australischer Kanute
- 10. Dezember: Matthew Durrans, kanadisch-englischer Fußballspieler
- 10. Dezember: Chermen Valiev, russisch-albanischer Ringer
- 13. Dezember: Barnabás Szőllős, ungarisch-israelischer Skirennläufer
- 14. Dezember: Michaela Bayerlová, tschechische Tennisspielerin
- 14. Dezember: Kethobogile Haingura, botswanischer Leichtathlet
- 14. Dezember: Sophie Hediger, Schweizer Snowboarderin († 2024)
- 14. Dezember: Lukas Nmecha, deutsch-englischer Fußballspieler
- 15. Dezember: Somkiat Chantra, thailändischer Motorradrennfahrer
- 15. Dezember: Mouhcine Outalha, marokkanischer Leichtathlet
- 16. Dezember: Casey Larson, US-amerikanischer Skispringer
- 17. Dezember: Martin Ødegaard, norwegischer Fußballspieler
- 18. Dezember: Stephan Ambrosius, deutsch-ghanaischer Fußballspieler
- 18. Dezember: Bruno Baldris, spanischer Eishockeyspieler
- 18. Dezember: Silas Gnaka, ivorischer Fußballspieler
- 18. Dezember: Matheo Raab, deutscher Fußballtorhüter
- 19. Dezember: Berkan Taz, deutsch-türkischer Fußballspieler
- 20. Dezember: Susanne Kreher, deutsche Skeletonpilotin
- 20. Dezember: Kylian Mbappé, französischer Fußballspieler
- 21. Dezember: Luisa Görlich, deutsche Skispringerin
- 22. Dezember: Semi Belkahia, deutsch-tunesischer Fußballspieler
- 22. Dezember: Edgars Mise, lettischer Biathlet
- 22. Dezember: Casper Ruud, norwegischer Tennisspieler
- 23. Dezember: Andreas Alamommo, finnischer Skispringer
- 23. Dezember: Kaden Groves, australischer Radrennfahrer
- 24. Dezember: Alice Williams, australische Wasserballspielerin
- 27. Dezember: Gardeo Isaacs, südafrikanischer Leichtathlet
- 27. Dezember: Ngawang Namgyel, bhutanischer Judoka
- 28. Dezember: Malika Auger-Aliassime, kanadische Tennisspielerin
- 28. Dezember: Lchagwatogoogiin Enchriilen, mongolische Judoka
- 28. Dezember: Djibo Idrissa Ousseini, nigrischer Leichtathlet
- 28. Dezember: Mark Zettl, deutscher Fußballspieler
- 29. Dezember: Jessika Gbai, ivorisch-US-amerikanische Leichtathletin
- 30. Dezember: Jake Doyle-Hayes, irischer Fußballspieler
- 30. Dezember: Jutta Leerdam, niederländische Eisschnellläuferin
- 30. Dezember: Neal Samanski, deutsch-kanadischer Eishockeyspieler
- 31. Dezember: Gianina Ernst, deutsch-schweizerische Skispringerin

## Gestorben

### Januar

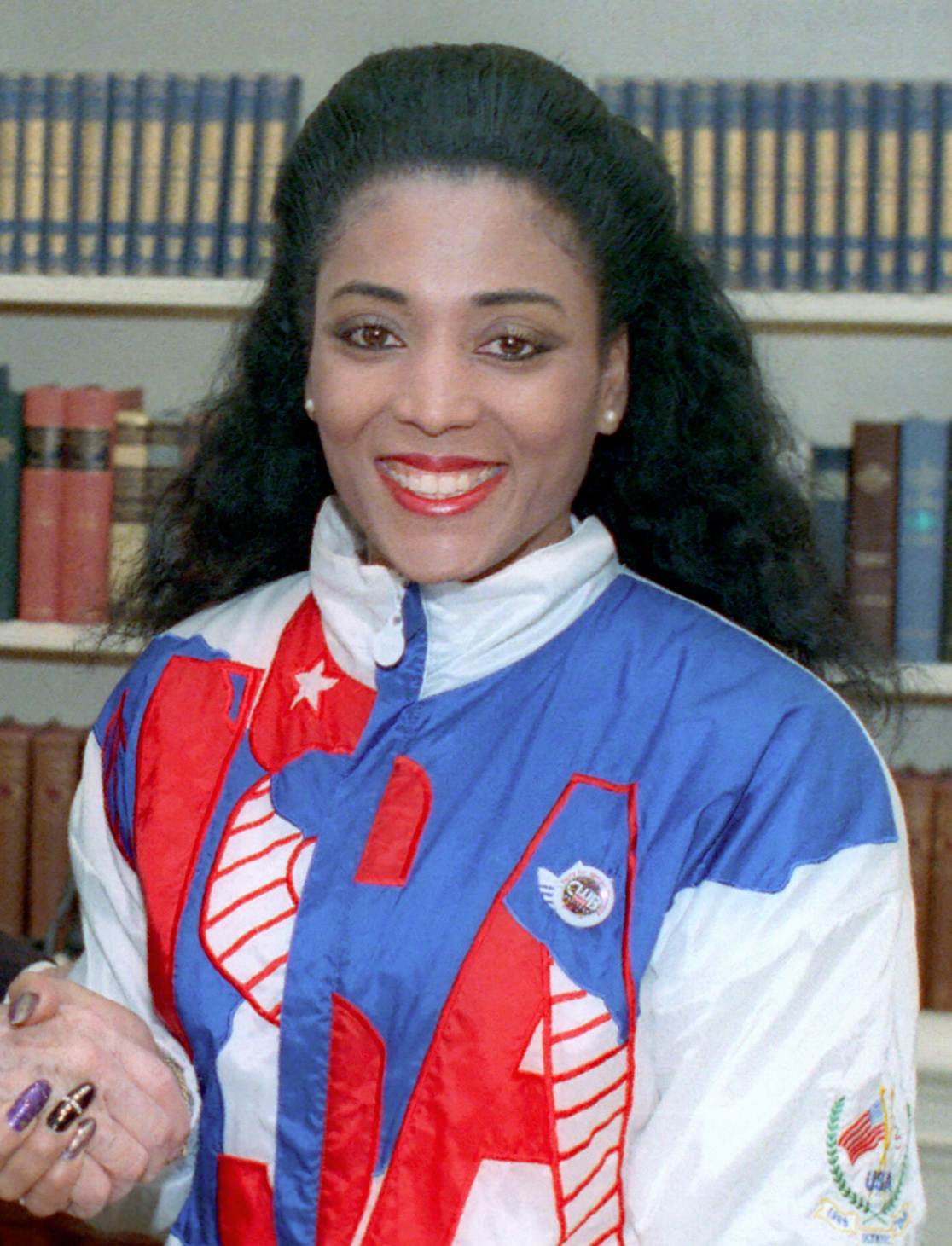
Florence Griffith-Joyner († 21. September)

- 01. Januar: Åke Seyffarth, schwedischer Eisschnellläufer und Radrennfahrer (* 1919)
- 01. Januar: Helen Wills Moody, US-amerikanische Tennisspielerin (* 1905)
- 04. Januar: Mihály Iglói, ungarischer Leichtathlet und Leichtathletiktrainer (* 1908)
- 05. Januar: Wilhelm Herz, deutscher Motorradrennfahrer (* 1912)
- 07. Januar: Valerio Perentin, italienischer Ruderer (* 1909)
- 13. Januar: Kurt Weißenfels, deutscher Fußballspieler (* 1920)
- 15. Januar: Duncan McNaughton, kanadischer Leichtathlet (* 1910)
- 18. Januar: Wilhelm Törsleff, schwedischer Segler (* 1906)
- 23. Januar: Ernest Peirce, südafrikanischer Boxer (* 1909)
- 30. Januar: Louis Chaillot, französischer Radrennfahrer (* 1914)

### Februar
- 07. Februar: Gunther Baumann, deutscher Fußballspieler und -trainer (* 1921)
- 11. Februar: Cyrille Delannoit, belgischer Boxer (* 1926)
- 14. Februar: Gien de Kock, niederländische Leichtathletin (* 1908)
- 18. Februar: Lidia Bongiovanni, italienische Leichtathletin (* 1914)
- 20. Februar: Virgilio Tommasi, italienischer Leichtathlet (* 1905)
- 28. Februar: Elsy Jacobs, luxemburgische Radrennfahrerin (* 1933)

### März
- 04. März: Arsène Luchini, französischer Skispringer (* 1922)
- 04. März: Aulis Reinikka, finnischer Leichtathlet (* 1915)
- 07. März: Janko Mežik, jugoslawischer Skispringer (* 1921)
- 08. März: James Haggarty, kanadischer Eishockeyspieler (* 1914)
- 11. März: Jean Shiley, US-amerikanische Leichtathletin (* 1911)
- 15. März: Benjamin Spock, US-amerikanischer Ruderer (* 1903)
- 18. März: Charles Rampelberg, französischer Radrennfahrer (* 1909)
- 23. März: Tomasz Jasiński, polnischer Eishockeyspieler (* 1916)
- 27. März: Julio César Britos, uruguayischer Fußballspieler (* 1926)
- 31. März: Roger Vandooren, französischer Fußballspieler (* 1923)

### April
- 03. April: Caroline Fletcher, US-amerikanische Wasserspringerin (* 1906)
- 03. April: Josef Staudinger, österreichischer Wasserspringer (* 1906)
- 06. April: Edgar Ablowich, US-amerikanischer Leichtathlet (* 1913)
- 09. April: Alexei Sergejewitsch Spiridonow, sowjetischer Leichtathlet (* 1951)
- 10. April: Tom Bullus, britischer Motorradrennfahrer (* 1907)
- 10. April: Charles Kessler, Schweizer Eishockeyspieler (* 1911)
- 16. April: Leif Dahlgren, schwedischer Leichtathlet (* 1906)
- 18. April: Ferenc Deák, ungarischer Fußballspieler (* 1922)
- 22. April: Georges Paillard, französischer Radrennfahrer (* 1904)
- 27. April: Bruno Rodolfi, argentinischer Fußballspieler (* 1915)
- 27. April: Browning Ross, US-amerikanischer Leichtathlet (* 1924)
- 29. April: Harold Devine, US-amerikanischer Boxer (* 1909)
- 30. April: Jopie Selbach, niederländische Schwimmerin (* 1918)

### Mai
- 06. Mai: Arvid Laurin, schwedischer Segler (* 1901)
- 09. Mai: Rudolf Ismayr, deutscher Gewichtheber (* 1908)
- 09. Mai: Michaël Paquay, belgischer Motorradrennfahrer (* 1972)
- 14. Mai. Karl Schmid, Schweizer Ruderer (* 1910)
- 21. Mai: Erik Bladström, schwedischer Kanute (* 1918)
- 23. Mai: Jacques Dietrichstein, österreichischer Eishockeyspieler, -schiedsrichter und -funktionär (* 1906)
- 28. Mai: Okayama Tadao, japanischer Skilangläufer und Skisportfunktionär (* 1913)
- 29. Mai: Hrant Schahinjan, sowjetisch-armenischer Turner und Olympiasieger (* 1923)
- 000Mai: Elizabeth Ryan, US-amerikanische Schwimmerin (* 1923)

### Juni
- 03. Juni: Ernest Henry, australischer Schwimmer (* 1904)
- 06. Juni: Georg Bayerer, deutscher Fußballspieler (* 1915)
- 12. Juni: Lucienne Velu, französische Leichtathletin (* 1902)
- 13. Juni: Birger Ruud, norwegischer Skispringer und Skirennläufer (* 1911)
- 18. Juni: Henry Cooper, australischer Boxer (* 1913)
- 19. Juni: Elio Ragni, italienischer Leichtathlet (* 1910)
- 20. Juni: Heinz Ditgens, deutscher Fußballspieler (* 1914)
- 29. Juni: Louis Hostin, französischer Gewichtheber (* 1908)
- 30. Juni: John Peter, indischer Hockeyspieler (* 1937)

### Juli
- 01. Juli: Florence Bell, kanadische Leichtathletin (* 1910)
- 03. Juli: Enzo Bartolini, italienischer Ruderer (* 1914)
- 03. Juli: Kazimierz Sokołowski, polnischer Eishockeyspieler (* 1908)
- 05. Juli: Frank Righeimer, US-amerikanischer Fechter (* 1909)
- 06. Juli: Georges Maton, französischer Radrennfahrer (* 1913)
- 08. Juli: Lilí Álvarez, spanische Tennisspielerin (* 1905)
- 08. Juli: Murakoso Kōhei, japanischer Leichtathlet und Leichtathletiktrainer (* 1905)
- 17. Juli: Claudia Testoni, italienische Leichtathletin (* 1915)
- 21. Juli: Hans van Kesteren, niederländischer Fußballspieler (* 1908)
- 22. Juli: Fritz Buchloh, deutscher Fußballtorhüter (* 1909)
- 28. Juli: Consalvo Sanesi, italienischer Automobilrennfahrer (* 1911)
- 30. Juli: Laila Schou Nilsen, norwegische Sportlerin (* 1918)
- 31. Juli: Erling Evensen, norwegischer Skilangläufer (* 1914)
- 31. Juli: Herbert Widmayer, deutscher Fußballspieler und -trainer (* 1913)

### August
- 01. August: Ewald Nienhaus, deutscher Fußballspieler (* 1927)
- 03. August: Reizō Koike, japanischer Schwimmer, Schwimmtrainer und Schwimmsportfunktionär (* 1915)
- 08. August: Samuel Balter, US-amerikanischer Basketballspieler und Sportreporter (* 1909)
- 08. August: Barbara Burke, britische Leichtathletin (* 1917)
- 16. August: Frank Lewis, US-amerikanischer Ringer und Olympiasieger (* 1912)

### September
- 01. September: Harry Knudsen, dänischer Ruderer (* 1919)
- 03. September: Ban Motohiko, japanischer Skispringer und Skisportfunktionär (* 1905)
- 05. September: Lütfü Aksoy, türkischer Fußballspieler, -schiedsrichter und -funktionär (* 1911)
- 08. September: Karel Finek, tschechischer Fußballspieler (* 1920)
- 08. September: Ewald Tilker, deutscher Kanute (* 1911)
- 09. September: Eleanor Saville, US-amerikanische Schwimmerin (* 1909)
- 15. September: Fred Alderman, US-amerikanischer Leichtathlet (* 1905)
- 15. September: Viljo Heino, finnischer Leichtathlet (* 1914)
- 21. September: Florence Griffith-Joyner, US-amerikanische Sprinterin und Olympiasiegerin (* 1959)
- 26. September: Johanna Vancura, österreichische Leichtathletin (* 1915)

### Oktober
- 02. Oktober: Olivier Gendebien, belgischer Automobilrennfahrer (* 1924)
- 06. Oktober: Guillaume Tell, französischer Leichtathlet (* 1902)
- 07. Oktober: Nellie Carrington, britische Leichtathletin (* 1916)
- 07. Oktober: Niilo Hartikka, finnischer Leichtathlet (* 1909)
- 08. Oktober: Valerio Vallanía, argentinischer Leichtathlet (* 1906)
- 11. Oktober: Lars Theodor Jonsson, schwedischer Skilangläufer (* 1903)
- 13. Oktober: Thomas Byberg, norwegischer Eisschnellläufer  (* 1916)
- 14. Oktober: Giorgio Oberweger, italienischer Leichtathlet und Sportfunktionär (* 1913)
- 18. Oktober: Frédéric Fitting, Schweizer Fechter (* 1902)
- 25. Oktober: Heinz Maegerlein, deutscher Sportjournalist, Hörfunkreporter und Fernsehmoderator (* 1911)
- 27. Oktober: Reidar Kvammen, norwegischer Fußballspieler (* 1914)
- 31. Oktober: Régis Charlet, französischer Skispringer (* 1920)

### November
- 01. November: Augusto Magli, italienischer Fußballspieler (* 1923)
- 02. November: Sverre Brodahl, norwegischer Skisportler (* 1909)
- 10. November: Georg Liebsch, deutscher Gewichtheber (* 1911)
- 13. November: Hendrik Timmer, niederländischer Sportler (* 1904)
- 13. November: Haimar Wedemeyer, deutscher Regattasegler (* 1906)
- 16. November: Christel Rupke, deutsche Schwimmerin (* 1919)
- 17. November: Cornelia Bouman, niederländische Sportlerin (* 1903)
- 20. November: John Grimek, US-amerikanischer Gewichtheber (* 1910)
- 23. November: Eugen Seiterle, Schweizer Handballspieler (* 1913)
- 25. November: Anwar Misbah, ägyptischer Gewichtheber (* 1913)
- 27. November: Herman Murray, kanadischer Eishockeyspieler (* 1909)

### Dezember
- 01. Dezember: Lothar Kröpelin, deutscher Fußballspieler (* 1937)
- 02. Dezember: Oda Mikio, japanischer Leichtathlet (* 1905)
- 09. Dezember: Ferdinand Preindl, österreichischer Eisschnellläufer (* 1912)
- 15. Dezember: Robert Paul, französischer Leichtathlet (* 1910)
- 20. Dezember: Miklós Sárkány, ungarischer Wasserballspieler und -trainer (* 1908)
- 21. Dezember: Sándor Ivády, ungarischer Wasserballspieler (* 1903)
- 24. Dezember: Syl Apps, kanadischer Eishockeyspieler und Leichtathlet (* 1915)
- 24. Dezember: Matt Gillies, schottischer Fußballspieler und -trainer (* 1921)
- 24. Dezember: Daan Kagchelland, niederländischer Segler (* 1914)
- 27. Dezember: Ricardo Tormo, spanischer Motorradrennfahrer (* 1952)
- 30. Dezember: Rune Johansson, schwedischer Eishockeyspieler (* 1920)
- 30. Dezember: Otto Wachs, deutscher Regattasegler (* 1909)
- 000Dezember: Oswald Julen, Schweizer Skilangläufer (* 1912)

### Datum unbekannt
- Hans Bourquin, Schweizer Ruderer (* 1914)
- Hein Thorn Prikker, deutscher Motorradrennfahrer (* 1911)
- Helfried Winger, österreichischer Eishockeyspieler (* 1921)